# Mille Miglia 1934
Les Mille Miglia 1934 est la 8e édition de la course automobile annuelle organisée le 8 avril 1934 entre Brescia et Rome. Cette édition est remportée par Achille Varzi et Amedeo Bignami sur Alfa Romeo 8C 2300 Monza Spider Brianza.

## Classement de la course
| Pos. | no | Pilote                                       | Voiture                                     | Écurie             | Temps / Abandon                 | Catégorie |
| ---- | -- | -------------------------------------------- | ------------------------------------------- | ------------------ | ------------------------------- | --------- |
| 1    | 48 | Achille Varzi Amedeo Bignami                 | Alfa Romeo 8C 2300 Monza Spider Brianza 2.6 | Scuderia Ferrari   | 14 h 8 min 5 s 0 (114,290 km/h) | S 3.0     |
| 2    | 44 | Tazio Nuvolari Eugenio Siena                 | Alfa Romeo 8C 2300 Monza Spider Brianza 2.6 | Scuderia Siena     | 14 h 16 min 58 s 0              | S 3.0     |
| 3    | 46 | Louis Chiron Archimede Rosa                  | Alfa Romeo 8C 2300 Monza Spider Brianza 2.6 | Scuderia Ferrari   | 15 h 24 min 0 s 0               | S 3.0     |
| 4    | 59 | Giovanni Battaglia Ferruccio Bianchi         | Alfa Romeo 8C 2300 Monza 2.6                |                    | 15 h 29 min 34 s 0              | S 3.0     |
| 5    | 8  | Piero Taruffi Guerino Bertocchi              | Maserati 4CS 1100                           |                    | 15 h 39 min 1 s 0               | S 1.1     |
| 6    | 60 | Arrigo Sanguinetti Renato Balestrero         | Alfa Romeo 8C 2300                          | Gruppo San Giorgio | 16 h 21 min 31 s 0              | S 3.0     |
| 7    | 56 | Piero Dusio G. Aymini                        | Alfa Romeo 8C 2300 2.6                      | Scuderia Subalpina | 16 h 38 min 16 s 0              | S 3.0     |
| 8    | 57 | Gennaro Auricchio Umberto Berti              | Alfa Romeo 8C 2300                          |                    | 16 h 43 min 17 s 0              | S 3.0     |
| 9    | 42 | N. Pertile Giovanni Jonoch                   | Alfa Romeo 6C 1750 Spider Brianza           |                    | 16 h 55 min 29 s 0              | T 2.0     |
| 10   | 32 | Mario Nardilli Carlo Maria Pintacuda         | Lancia Astura                               |                    | 16 h 58 min 56 s 0              | T +3.0    |
| 11   | 3  | Giovanni Lurani (en) Clifton Penn Hughes     | MG Magnette K3                              | MG                 | 17 h 1 min 14 s 0               | S 1.1     |
| 12   | 55 | Felice Bonetto A. Negri                      | Alfa Romeo 8C 2300 2.6                      |                    | 17 h 24 min 28 s 0              | S 3.0     |
| 13   | 27 | Anna Maria Peduzzi Gianfranco Comotti        | Alfa Romeo 6C 1500 SSft Spider Brianza      | Scuderia Ferrari   | 17 h 39 min 55 s 0              | S 1.5     |
| 14   | 15 | Giuseppe Gilera Sebastiano Manzoni           | Fiat Siata 508S                             |                    | 17 h 46 min 32 s 0              | S 1.1     |
| 15   | 12 | O. Chilesotti G. Goti                        | Fiat 508CS Balilla Sport                    |                    | 17 h 49 min 30 s 0              | S 1.1     |
| 16   | 25 | G. Mignini T. Montesi                        | Alfa Romeo 6C 1500                          |                    | 17 h 54 min 4 s 0               | S 1.5     |
| 17   | 31 | « Coda » G. Ramella                          | Lancia Lambda                               |                    | 18 h 2 min 8 s 0                | T +3.0    |
| 18   | 7  | Ettore Bianco A. Mignanego                   | Fiat Siata 508S                             |                    | 18 h 21 min 35 s 0              | S 1.1     |
| 19   | 4  | Vittorugo Mallucci O. Astolfi                | Fiat Siata 508S                             |                    | 18 h 31 min 52 s 0              | S 1.1     |
| 20   | 22 | « Macchia » M. Jelmini                       | Fiat 508CS Balilla Sport                    |                    | 18 h 41 min 57 s 0              | S 1.1     |
| 21   | 20 | Theodor Fork « Charley »                     | MG Magnette K3                              | Theodor Fork       | 18 h 43 min 35 s 0              | S 1.1     |
| 22   | 30 | F. Giovanelli O. Vaggelli                    | Itala speciale diesel                       |                    | 18 h 46 min 52 s 0              | T +3.0    |
| 23   | 38 | G. Castellano « Zordan »                     | Alfa Romeo 6C 1750 GS                       |                    | 18 h 52 min 56 s 0              | T 2.0     |
| 24   | 2  | A. Facchetti F. Venosta                      | Fiat 508CS Balilla Sport                    |                    | 18 h 55 min 55 s 0              | S 1.1     |
| 25   | 61 | Giovanni Battista Santinelli B. Donnini      | Alfa Romeo 8C 2300                          |                    | 19 h 30 min 0 s 0               | S 3.0     |
| 26   | 37 | F. Crivellari « Bortolon »                   | Alfa Romeo 6C 1750                          |                    | 19 h 36 min 12 s 0              | T 2.0     |
| 27   | 53 | Guglielmo Gramolelli R. Toti                 | Alfa Romeo 8C 2300                          |                    | 19 h 41 min 0 s 0               | S 3.0     |
| 28   | 17 | P. L. Torriani S. Petruccioli                | Fiat 508CS Balilla Sport                    |                    | 20 h 4 min 5 s 0                | S 1.1     |
| 29   | 13 | Francesco Apruzzi A. Antelmi                 | Fiat 508CS Balilla Sport                    |                    | 22 h 3 min 0 s 0                | S 1.1     |
| Abd. | 5  | « Ragnoli » « Torni »                        | Fiat                                        |                    |                                 | S 1.1     |
| Abd. | 6  | Eddie Hall Mme Eddie J. Hall                 | MG Magnette K3                              | MG                 |                                 | S 1.1     |
| Abd. | 10 | Luigi Villoresi Emilio Villoresi             | Fiat 508CS Balilla Sport                    |                    |                                 | S 1.1     |
| Abd. | 11 | Moris Bergamini E. Guastalla                 | Fiat 508CS Balilla Sport                    |                    |                                 | S 1.1     |
| Abd. | 14 | L. Beccaria Attilio Battilana                | Fiat Siata 508S                             |                    |                                 | S 1.1     |
| Abd. | 16 | Francis Curzon T. Thomas                     | MG Magnette K3                              | MG                 | Accident                        | S 1.1     |
| Abd. | 18 | P. Ravano M. Lenzi                           | Fiat Siata 508S                             |                    |                                 | S 1.1     |
| Abd. | 19 | Alfredo Caniato A. Rocca                     | Rocca 1100                                  |                    |                                 | S 1.1     |
| Abd. | 21 | D. Bignami U. Cavanna                        | Fiat                                        |                    |                                 | S 1.1     |
| Abd. | 23 | G. Coppola « Bacciocchi »                    | Fiat 508CS Balilla Sport                    |                    |                                 | S 1.1     |
| Abd. | 24 | Manech Dinshaw Petit A. Esson Scott          | Aston Martin Le Mans                        | M. D. Petit        | Accident                        | S 1.5     |
| Abd. | 26 | Ippolito Berrone P. Bortolini                | Maserati 4CS 1500 Campari & Sorniotti       |                    |                                 | S 1.5     |
| Abd. | 28 | Alb. Pellerano A. Scarpari                   | Alfa Romeo 6C 1500                          |                    |                                 | S 1.5     |
| Abd. | 29 | O. Argentiero A. Ferrari                     | Alfa Romeo 6C 1500                          |                    | Accident                        | S 1.5     |
| Abd. | 33 | E. Gioni R. Cinelli                          | Alfa Romeo 6C 1750                          |                    |                                 | T 2.0     |
| Abd. | 34 | Giuseppe Farina Luigi Della Chiesa           | Alfa Romeo 6C 1750                          | Scuderia Subalpina |                                 | T 2.0     |
| Abd. | 36 | « Beneventano » « Della Valle »              | Alfa Romeo 6C 1750                          |                    |                                 | T 2.0     |
| Abd. | 39 | P. Ferraro Giacomo Clerici                   | Alfa Romeo 6C 1750                          |                    |                                 | T 2.0     |
| Abd. | 40 | Giovanni Restelli C. Dell'Orto               | Alfa Romeo 6C 1900 GT                       |                    |                                 | T 2.0     |
| Abd. | 41 | Ermanno Gurgo Salice Carlo Laredo de Mendoza | Alfa Romeo 6C 1900 GT                       |                    |                                 | T 2.0     |
| Abd. | 43 | V. Parodi E. Zuccarini                       | Alfa Romeo 6C 1750                          |                    |                                 | T 2.0     |
| Abd. | 45 | Mario Tadini Ferdinando Barbieri             | Alfa Romeo 8C 2300 Monza Spider Brianza 2.6 | Scuderia Ferrari   |                                 | S 3.0     |
| Abd. | 47 | Giovanni Minozzi Luigi Soffietti             | Alfa Romeo 8C 2300 2.6                      | Scuderia Siena     |                                 | S 3.0     |
| Abd. | 50 | Nicola Borelli V. Lo Prete                   | Alfa Romeo 8C 2300                          |                    | Accident                        | S 3.0     |
| Abd. | 52 | Giovanna Maria Cornaggia Medici E. Premoli   | Alfa Romeo 8C 2300 Touring                  |                    |                                 | S 3.0     |
| Abd. | 54 | Lelio Pellegrini Quarantotti « Santi »       | Alfa Romeo 8C 2300                          |                    |                                 | S 3.0     |
| Abd. | 58 | Pietro Ghersi Guglielmo Carraroli (de)       | Alfa Romeo 8C 2300 Monza 2.6                | Scuderia Ferrari   |                                 | S 3.0     |
| Abd. | 63 | Hans Rüesch Ulrich Maag                      | Alfa Romeo 8C 2300                          |                    |                                 | S 3.0     |
| Np.  | 1  | Secondo Corsi                                | Fiat                                        |                    |                                 | S 1.1     |
| Np.  | 9  | « Quer » « Par »                             | Fiat                                        |                    |                                 | S 1.1     |
| Np.  | 35 | G. Azzali                                    | Alfa Romeo                                  |                    |                                 | T 2.0     |
| Np.  | 62 | Gino Rovere (en) Giovanni Alloatti           | Alfa Romeo 8C 2300 2.6                      |                    |                                 | S 3.0     |
| Np.  |    | Eddie Hall Mme E. J. Hall                    | Bentley 3 ½                                 | E. R. Hall         |                                 | T-car     |

- Légende: Abd.=Abandon ; Np.=Non partant

## À noter
- Le 13 est au départ :  Francesco Apruzzi et  A. Antelmi (Fiat).
- Présence d'une voiture mue par un moteur Diesel  F. Giovanelli et  O. Vaggelli (Itala).